# Pseudomops pyronotum
Pseudomops pyronotum es una especie de cucaracha del género Pseudomops, familia Ectobiidae. Fue descrita científicamente por Rehn en 1932.
Habita en Brasil y Perú.